# Knochenmühle (Wermelskirchen)

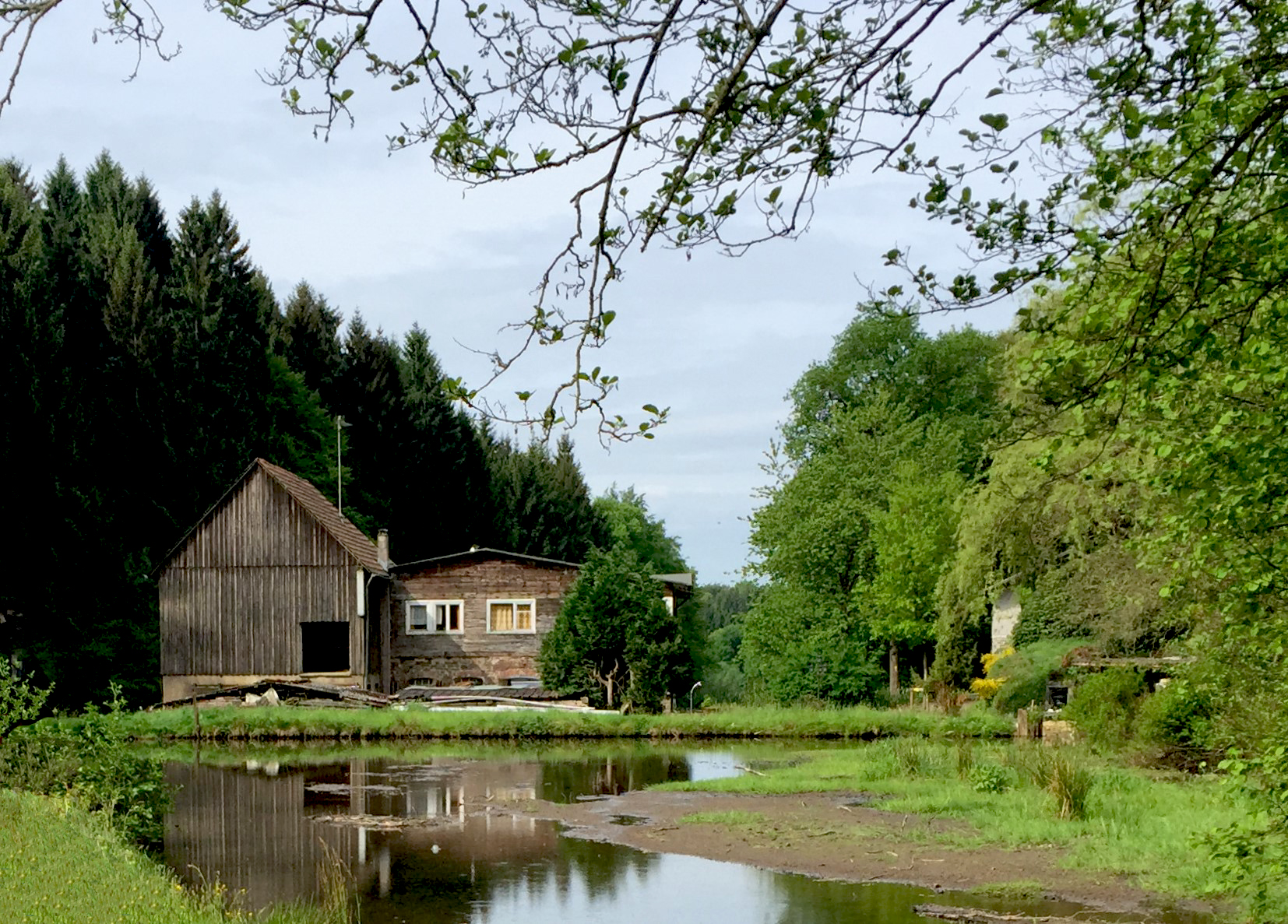
Knochenmühle

Diese ehemalige Mühle, Knochenmühle genannt, hieß auch Grenzaue und liegt im Tal der kleinen Dhünn nordöstlich vom Ort Dhünn und südlich von Hebbinghausen in Wermelskirchen in Nordrhein-Westfalen.

## Geschichte
Im Jahre 1800 führen Johann Peter Schückhaus und Johann Henrich Veddeler und Consorten einen Prozess gegen den Schatzheber des Kirchspiels Dhünn, Johan Peter Ernst, wegen 27 Taler zu viel eingezogenen Kellnerei Korns. Der Prozessakt hat sich erhalten, ob es dabei schon um eine Abgabe von einer Mühle handelt, ist wahrscheinlich.
Im Jahre 1824 übergeben Johann Peter Schückhaus und Ehefrau Anna Schmitt dem Sohn das Anwesen, Wert 3000 Taler, vor Notar Hamm in Wermelskirchen.
Das Urkataster von 1828 bis 1830 nennt Johann Adolf Flitsch, er besitzt den Kataster-Artikel 53 Wiese in Flur 1 Parzelle 255, noch ohne Haus, genannt Im Schleppkotten und Parzelle 248 In der Ölmühle. Aus diesen Informationen muss man schließen, dass die Mühle älter ist.
Am 2. Februar 1832 erhält Johann Peter Schückhaus die Konzession zur Errichtung einer Knochenmühle. Andere nennen dafür den 3. Februar 1831.
Im Jahre 1855 beschreibt Vinzenz Jakob von Zuccalmaglio (Montanus) die Zukunft des Dhünntals und nennt die Knochenmühle.
In einer Überarbeitung des Urkatasters 1866 besitzt Johann Peter Schückhaus den Kataster-Artikel 251, groß 6 Morgen, mit Häusern in Flur 1 Parzellen 255 und 256. Johann Peter Schückhaus lässt 1877 eine Karte über die „Grenzau“ genannte Fabrik, Gemeinde Dhünn, anfertigen. Im Jahre 1880 stellt Peter Schückhaus kostenlose Steinlieferung für den Bau der Chaussee Born-Dreibäumen in Aussicht aus seinem Steinbruch der schon beim Eisenbahnbau der Strecke Wermelskirchen–Born benutzt wurde.
1894 brannte die Mühle ab, die wieder aufgebauten Gebäude dienen heute zu Wohnzwecken.